# 加瓦尔尼
加瓦尔尼（法語：Gavarnie，法語發音：[ɡavaʁni]）是法国上比利牛斯省的一个旧市镇，属于阿热莱斯加佐斯特区。2016年，加瓦尔尼与市镇热德尔合并为新市镇加瓦尔尼-热德尔。
加瓦尔尼的教堂属于世界遗产法国圣雅各伯朝圣之路的一部分。加瓦尔尼冰斗和羅蘭豁口均属于比利牛斯國家公園内的自然景观。

## 地理
加瓦尔尼（42°43'56"N, 0°0'34"W）面积82.54 平方千米，位于法国奧克西塔尼大區上比利牛斯省，该省份为法国西南部内陆省份，北至热尔省，西接大西洋比利牛斯省，南与西班牙接壤，东临上加龙省。
与加瓦尔尼接壤的市镇（或旧市镇、城区）包括：热德尔、科特雷。
加瓦尔尼的时区为UTC+01:00、UTC+02:00（夏令时）。

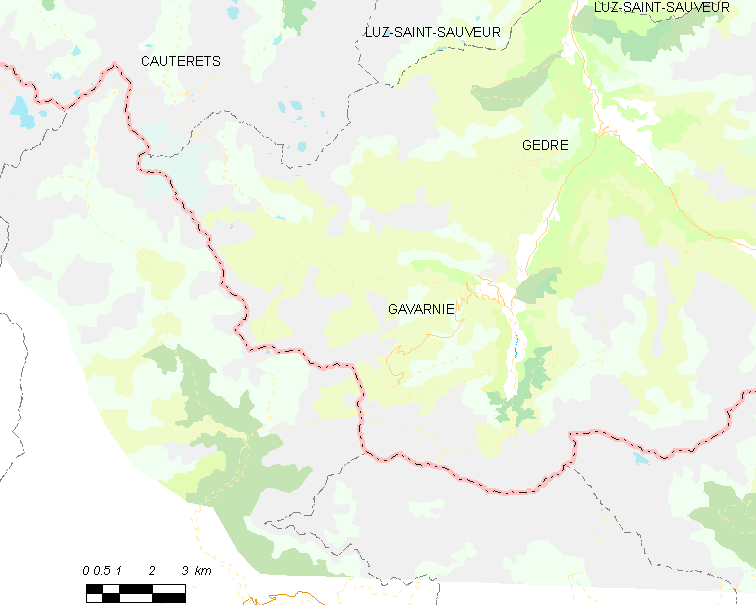
加瓦尔尼的OSM定位图

## 行政
加瓦尔尼的邮政编码为65120，INSEE市镇编码为65188。

## 政治
加瓦尔尼所属的省级选区为激流谷县。

## 人口

1962-2008年间加瓦尔尼人口变化图示

加瓦尔尼于2018年1月1日时的人口数量为114人。

## 图片

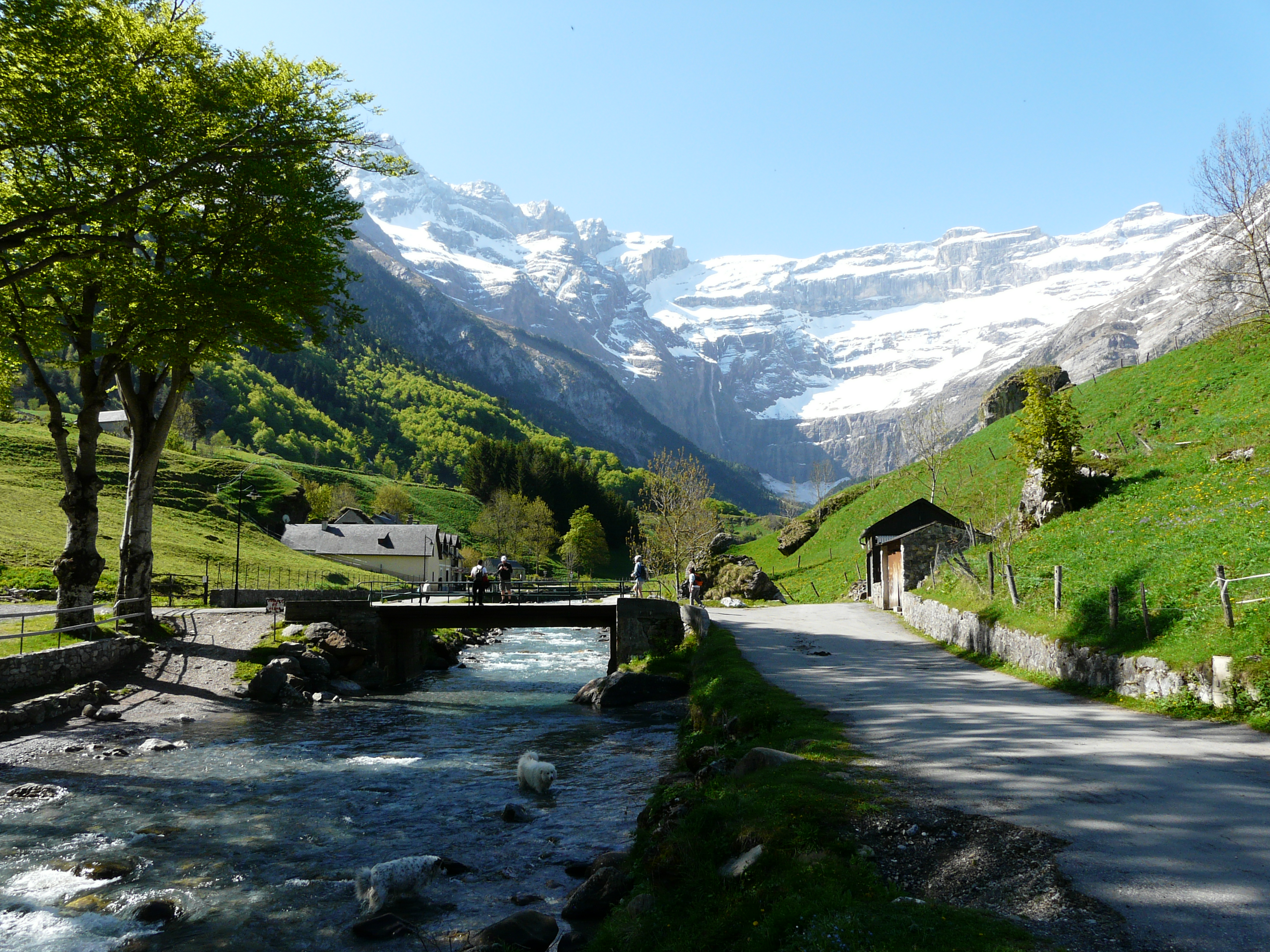
加瓦尔尼冰斗
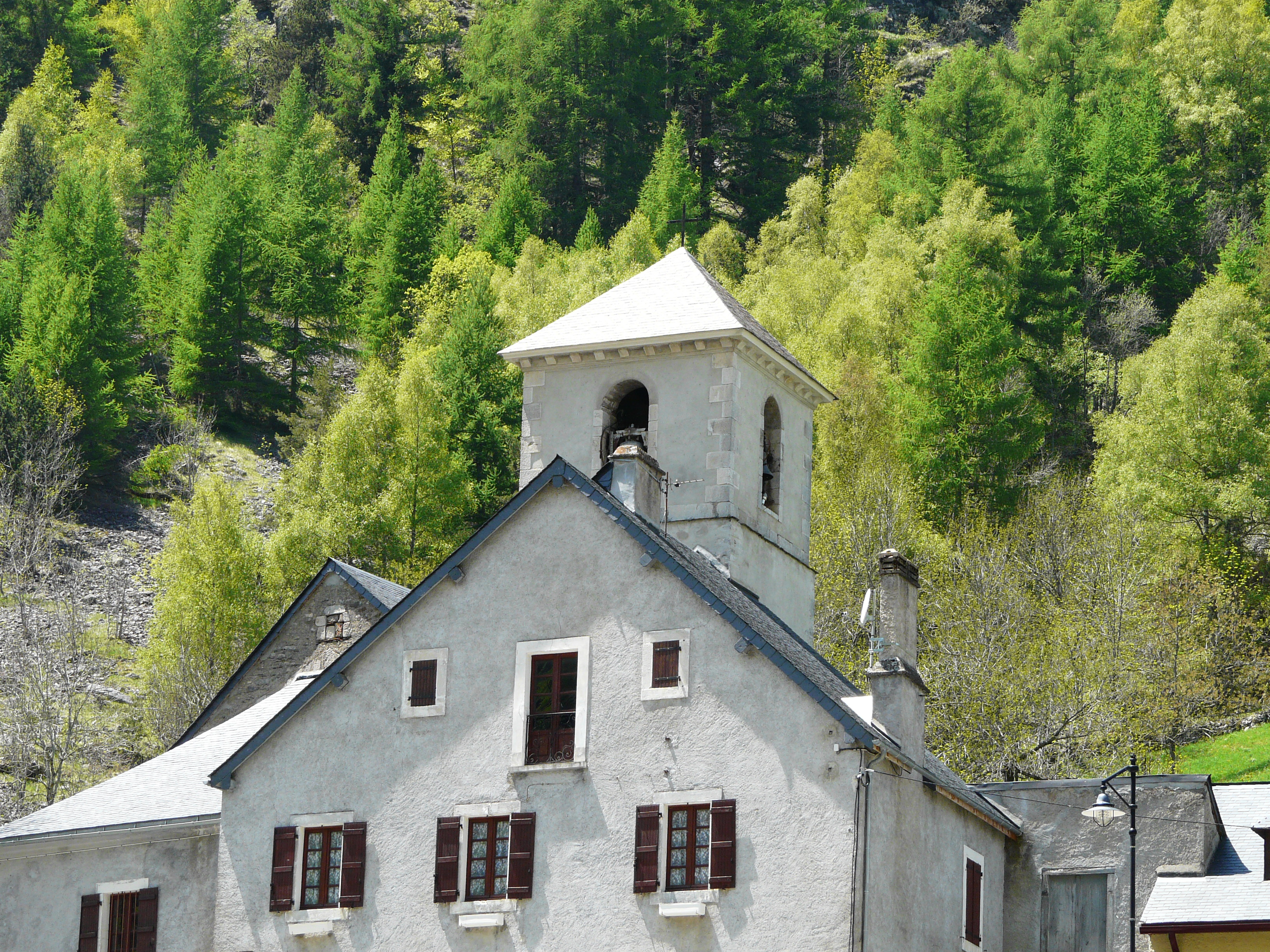
加瓦尔尼教堂
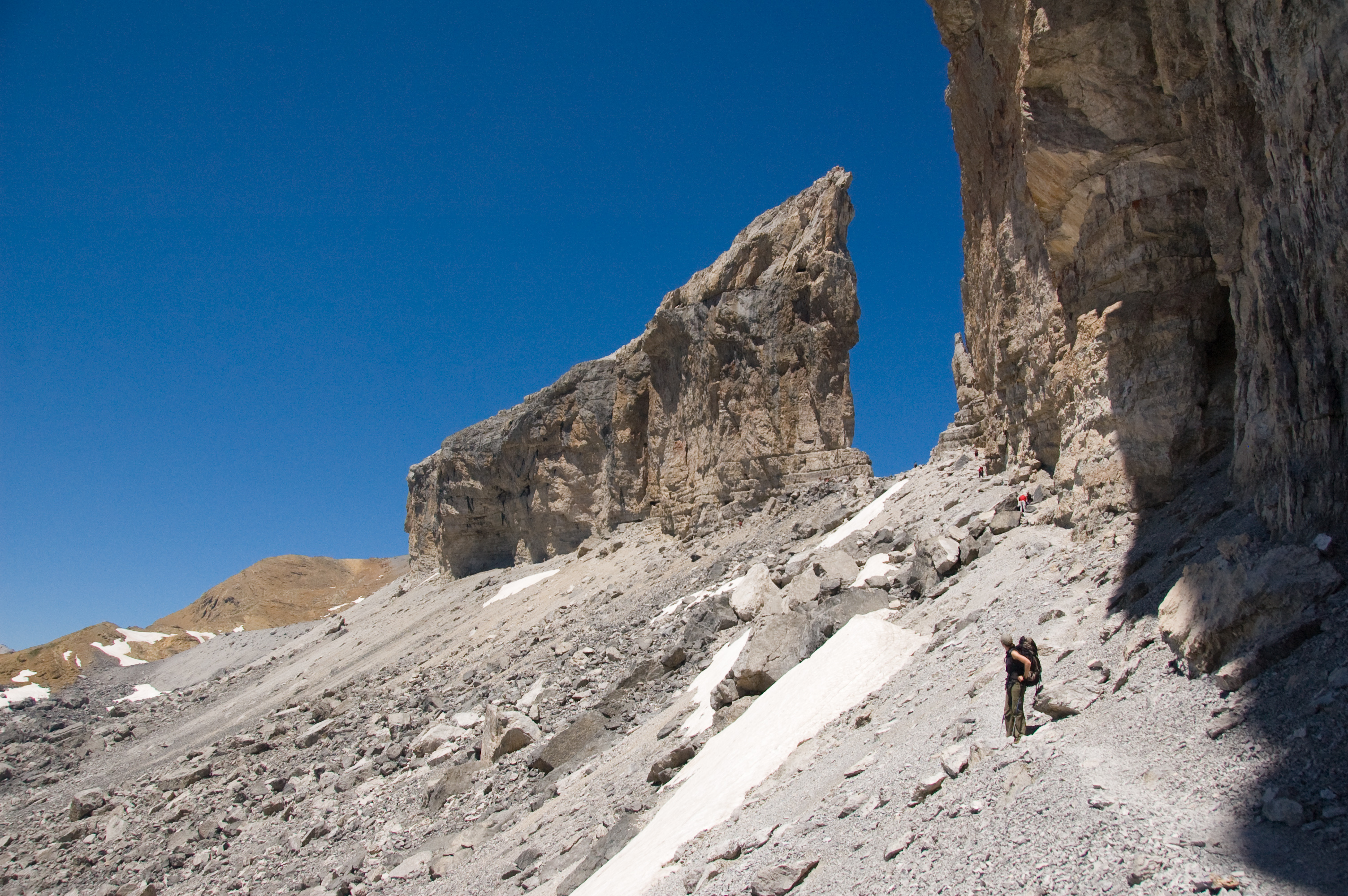
罗兰缺口